# Цзіньпін-Мяо-Яо-Дайський автономний повіт
22°46′59″ пн. ш. 103°13′37″ сх. д. / 22.78292° пн. ш. 103.22686° сх. д.
Цзіньпін-Мяо-Яо-Дайський автономний повіт (кит. 金平苗族瑶族傣族自治县, пін. Jīnpíng Miáozú Yáozú Dăizú Zìzhìxiàn) — один із повітів КНР у складі Хунхе-Хані-Їської автономної префектури, провінція Юньнань. Адміністративний центр — містечко Цзіньпін.

## Географія
Цзіньпін-Мяо-Яо-Дайський автономний повіт лежить на висоті близько 1200 метрів над рівнем моря на півдні Юньнань-Гуйчжоуського плато.

### Клімат
Повіт знаходиться у зоні, котра характеризується вологим субтропічним кліматом. Найтепліший місяць — червень із середньою температурою 21,8 °C. Найхолодніший місяць — січень, із середньою температурою 12,6 °С.
| Клімат повіту Цзіньпін-Мяо-Яо-Дай | Клімат повіту Цзіньпін-Мяо-Яо-Дай | Клімат повіту Цзіньпін-Мяо-Яо-Дай | Клімат повіту Цзіньпін-Мяо-Яо-Дай | Клімат повіту Цзіньпін-Мяо-Яо-Дай | Клімат повіту Цзіньпін-Мяо-Яо-Дай | Клімат повіту Цзіньпін-Мяо-Яо-Дай | Клімат повіту Цзіньпін-Мяо-Яо-Дай | Клімат повіту Цзіньпін-Мяо-Яо-Дай | Клімат повіту Цзіньпін-Мяо-Яо-Дай | Клімат повіту Цзіньпін-Мяо-Яо-Дай | Клімат повіту Цзіньпін-Мяо-Яо-Дай | Клімат повіту Цзіньпін-Мяо-Яо-Дай | Клімат повіту Цзіньпін-Мяо-Яо-Дай |
| Показник                          | Січ.                              | Лют.                              | Бер.                              | Квіт.                             | Трав.                             | Черв.                             | Лип.                              | Серп.                             | Вер.                              | Жовт.                             | Лист.                             | Груд.                             | Рік                               |
| Середній максимум, °C             | 16,8                              | 19,2                              | 22,2                              | 24,7                              | 25,1                              | 25                                | 24,9                              | 25,7                              | 25,3                              | 23                                | 20,1                              | 17,1                              | 22,4                              |
| Середня температура, °C           | 12,6                              | 14,4                              | 17,2                              | 19,8                              | 21,2                              | 21,8                              | 21,6                              | 21,6                              | 20,5                              | 18,8                              | 15,6                              | 12,7                              | 18,2                              |
| Середній мінімум, °C              | 9,7                               | 10,9                              | 13,3                              | 16,1                              | 18,2                              | 19,7                              | 19,5                              | 19,1                              | 17,8                              | 16,3                              | 12,8                              | 9,8                               | 15,3                              |
| Норма опадів, мм                  | 38                                | 46.9                              | 85.6                              | 144.9                             | 306.6                             | 404.8                             | 498.8                             | 353.9                             | 209.7                             | 143.1                             | 93.2                              | 33.3                              | 2358.8                            |
| Вологість повітря, %              | 84                                | 79                                | 75                                | 77                                | 82                                | 88                                | 90                                | 89                                | 86                                | 85                                | 84                                | 84                                | 83.6                              |
| --------------------------------- | --------------------------------- | --------------------------------- | --------------------------------- | --------------------------------- | --------------------------------- | --------------------------------- | --------------------------------- | --------------------------------- | --------------------------------- | --------------------------------- | --------------------------------- | --------------------------------- | --------------------------------- |
| Джерело: data.cma.cn              |                                   |                                   |                                   |                                   |                                   |                                   |                                   |                                   |                                   |                                   |                                   |                                   |                                   |